# David Henríquez (Fußballspieler, 1998)
David Alejandro Henríquez Mandiola (* 21. Februar 1998 in Antofagasta) ist ein chilenischer Fußballspieler. Der Stürmer wurde zwei Mal chilenischer Meister.

## Karriere
David Henríquez kam mit zwölf Jahren in die Jugend von Universidad Católica, wo er im Profiteam im Oktober 2017 debütierte. Er kam anfangs zu regelmäßigen Einsätzen, in der Saison 2019 spielte er allerdings nur zwei Ligaspiele. Er wurde 2020 an AC Barnechea und 2021 an Deportes Santa Cruz jeweils aus der Primera B verliehen. Zur Saison 2022 wechselte er zu Deportes Concepción, wo sein Vertrag am Ende der Spielzeit auslief und er vereinslos wurde.

## Erfolge
Universidad Católica
- Chilenischer Meister: 2018, 2019
- Chilenischer Supercupsieger: 2019